# Max Großkopf
Ludwig Rudolf Max Großkopf (* 25. April 1892 auf Schloss Lübben; † 25. April 1945 in Berlin) war ein deutscher Jurist, SS-Führer und Regierungsrat beim Sicherheitsdienst des Reichsführers SS (SD).

## Leben
Großkopf war der Sohn eines Müllers. Er schloss seine Schullaufbahn am Gymnasium mit dem Abitur ab. Danach studierte er Ökonomie und Rechtswissenschaft und beendete sein Studium mit Promotion. Am Ersten Weltkrieg nahm er als Kriegsfreiwilliger teil und erreichte in der Armee den Rang eines Leutnants. Er wurde mit dem Eisernen Kreuz II. Klasse ausgezeichnet. Nach Kriegsende arbeitete Großkopf als selbstständiger Müller und übernahm die Mühle seines Vaters. Ab 1926 war er als Funktionär bei den Reichsverbänden des Müllereigewerbes tätig.

## Zeit des Nationalsozialismus
Mit Beginn der Zeit des Nationalsozialismus war Großkopf bereits 1933 in den Polizeidienst eingetreten und wurde 1933 bei dem Geheimen Staatspolizeiamt in Berlin Leiter des Referats für wirtschafts-, agrar- und sozialpolitische Angelegenheiten (Referat II E). Zum 1. Mai 1932 trat er der NSDAP bei (Mitgliedsnummer 1.102.100). In die SS wurde er 1935 aufgenommen (SS-Nummer 107.462) und stieg dort bis zum Obersturmbannführer auf.

## Zweiter Weltkrieg
Nach Beginn des Zweiten Weltkrieges folgte Großkopf Ludwig Hahn im Generalgouvernement im Spätsommer 1940 als Kommandeur der Sicherheitspolizei und des SD (KdS) in Krakau nach. Er war in dieser Funktion im Distrikt Krakau maßgeblich an der Durchführung des Holocaust beteiligt. Im Sommer 1943 wurde Großkopf als KdS Krakau von Rudolf Batz abgelöst. Danach wurde er Leiter der Gestapo in Graz. Ab Januar 1945 war er als Verbindungsführer beim Stab der Russischen Befreiungsarmee, die General Wlassow unterstand, eingesetzt. Im April 1945 beging Großkopf Suizid.
Großkopf wurde durch Beschluss des Amtsgericht Tempelhof-Kreuzberg vom 1. Juni 1948 (15 II 93/48) für tot erklärt, wobei als Zeitpunkt des Todes der 25. April 1945 festgelegt wurde.

## Ehe und Familie
Großkopf heiratete am 20. September 1920 in Neukölln die Emma Else Weeren (* 12. September 1899 in Rixdorf; † 12. November 1993 in Berlin-Steglitz).